# 林嘉凌
林嘉凌（英語：Chia Ling Lin，1990年5月17日—），藝名薔薔，台灣女藝人、歌手、YouTuber、DJ。
畢業於臺北市私立中興高級中學、再興中學。於2007年初次亮相於台灣綜藝節目《我猜我猜我猜猜猜》。而後經推薦成為台灣綜藝節目《我愛黑澀會》常駐班底之一，同時被戲稱「諧星薔」。父親為台灣連鎖「福利汽車」二手車商董事長。
2017年開始經營自己的頻道，上傳的影片內容包含旅遊Vlog、美妝教學、兩性平權、同性與人權議題等社會議題，並且關注氣候變遷議題，觸角延伸國際，與AIT合作，任國際氣候大使。在2022年為平權發聲，擔任紅絲帶基金會「627全民愛滋篩檢日」活動代言人。

## 簡歷
憑演唱《你要的愛》一曲在美眉徵選中脫穎而出被選上。但因為不擅長跳舞，經常在節目中鬧出笑話。後來在第一屆學姐學妹制淘汰賽中由菀菀帶領表演舞蹈，有顯著的進步，令觀眾對她的努力作出肯定。另外在《我愛黑澀會》中她曾是繼甯兒外戴牙套的美眉，現在已經拆除。
自從2008年10月27日《我愛黑澀會》節目大改版及美眉被撤換事件以後，已經停止錄影並離開了節目，實際原因不明。薔薔於2009年1月26至27日以嘉賓身分重回《我愛黑澀會》錄影。
2014年，出演蔡依林的单曲《呸》MV。
2017年2月，開設個人YouTube頻道“林嘉凌 薔薔Maze”。
2019年，因拍攝網路作品，無拘無束的自由風格被大眾喜歡，開始回歸活躍於電視圈。
2022年 成立福利文創工作室<經紀公司>。
2023年，出演古曜威的EP《聽覺》MV。

## 爭議事件
2011年12月，因擅闖前男友鄭男住處，搬走電腦主機和自己的私人物品而被提告竊盜。薔薔稱是因為電腦裡有她的「私密照」，因鄭姓男子是恐怖情人，怕鄭男拿來勒索威脅她，但士林地檢署仍依加重竊盜罪起訴。2012年11月23日士林地院判薔薔無罪，並鄭姓男子被判傷害罪，判賠需給薔薔20萬。
2012年12月5日，起初被前男友誣陷並捲入吸毒風波，驗尿後已遭請回。雖然她一直矢口否認，後來根據她所認識的一位神祕朋友的爆料，更提供了一些有關她吸毒的照片，拆穿了她一直以來否認吸毒的謊言，但照片中並無直接證據。據新聞的報導，她亦是販毒者，2013年8月「黑澀會」薔薔的販毒案獲不起訴，還其清白。2015年6月2日，爆發第三度涉毒，共三女一男驅車到新莊新北大道一家摩鐵開趴，遇警察臨檢，一行人辯稱不知道毒品為誰所有，全被帶回派出所偵辦，等四人的檢驗結果出爐、再行裁處。離開警局後便自費到醫檢所檢驗尿液，經快篩試劑檢驗、搖頭丸和K他命項目都呈現陰性，當場並出示驗尿檢驗報告供媒體拍攝，強調自己這次也絕無吸毒，表明已淡出演藝圈，希望媒體別再關注自己，想要活的自由自在、隨心所欲。

## 作品

### youtube
- 《時尚女人窩》[10]
- 《薔式美人》[11]
- 《靠北你的靠北》[12]

### 電視節目
- 民視《明星許願池》（助理主持）
- 三立都會台《大老闆聯盟》（代理主持）

Yahoo! TV
- 《戀愛養成計劃》

### 書籍
- 2017年 林嘉凌薔薔首本寫真 Confidence is Beauty

### MV
- 2014年 蔡依林《呸》飾演女明星
- 2023年 古曜威《聽覺》飾演女主角

## 外部連結
- 林嘉凌 薔薔Maze的Facebook專頁
- Lin Chia Ling林嘉凌 薔薔的Instagram帳戶
- 林嘉凌的新浪微博
- YouTube上的林嘉凌 薔薔Maze頻道